# Birutė Kalėdienė
Birutė Kalėdienė   (Baltrušiai, 2 de novembre de 1934), de soltera Zalogaitytė, és una atleta lituana, ja retirada, especialista en el llançament de javelina, que va competir sota bandera soviètica durant les dècades de 1950 i 1960.
El 1960 va prendre part en els Jocs Olímpics d'Estiu de Roma, on va guanyar la medalla de bronze en la prova del llançament de javelina del programa d'atletisme. Quatre anys més tard, als Jocs de Tòquio, fou quarta en la mateixa prova.
En el seu palmarès també destaca una medalla de plata en la prova del llançament de javelina del Campionat d'Europa d'atletisme de 1958 i els campionats soviètics de 1958 a 1960. El 1958 es convertí en la primera atleta lituana en establir un rècord del món i fou escollida atleta lituana de l'any. El 1966 es retirà i passà a exercir tasques d'entrenadora a Kaunas, però continuà competint en categoria veterans i el 2005 guanyà el campionat del món de la categoria F70 (Masters). El 3 de setembre de 2008 va establir el rècord del món de javelina per a majors de 75 anys.

## Millors marques
- Llançament de javelina. 57,49 metres (1958)[1][5]